# Castellavazzo
Castellavazzo (velenceiül Castelavaso) frazione Olaszországban, Veneto régióban, Belluno megyében.  Castellavazzo Erto e Casso, Forno di Zoldo, Longarone és Ospitale di Cadore községekkel határos.

## Népesség
A település lakossága az elmúlt években az alábbi módon változott: